# 三宅福馬

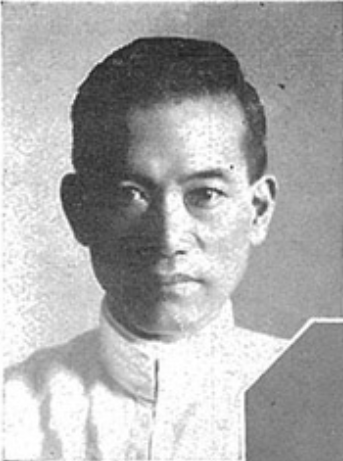
三宅福馬

三宅 福馬（みやけ ふくま、1883年〈明治16年〉6月15日 - 1958年〈昭和33年〉4月7日）は、日本の逓信官僚。満州国法制局長。

## 経歴
高知県長岡郡高須村（現在の高知市）出身。1902年（明治35年）、東京郵便電信学校を卒業し、1907年（明治40年）に高等文官試験に合格した。通信事務官補、逓信管理局事務官、東京鉄道郵便局長、逓信書記官、電気局監理課長、同業務課長、通信局電信課長、逓信官吏練習所教官などを歴任。
1929年（昭和4年）、台湾総督府に転じ、交通局参事、同理事、同逓信部長を務めた。1932年（昭和7年）、満州国法制局長に就任し、1934年（昭和9年）に退官した。翌1935年（昭和10年）、電気協会常務理事となり、1938年（昭和13年）まで在任した。
その後、富士飛行機株式会社副社長を務めた。

## 著書
- 『事業監理法大意』（逓信協会、1921年）
- 『電気事業経済論』（法制時報社、1921年）
- 『事業管理汎論』（台湾総督府交通局逓信部、1930年）
- 『素描逓信科学』（通信教育振興会、1948年）
- 『日本ゆうびん史随想 ゆうびんははぐくむ』（圭文館、1955年）